# Ústí nad Bečvou
Ústí (deutsch Munden) ist eine Gemeinde in Tschechien. Sie liegt fünf Kilometer südöstlich von Hranice und gehört zum Okres Přerov.

## Geographie
Ústí befindet sich linksseitig der Bečva an der Einmündung des Opatovický potok. Nordwestlich liegen im Weißkirchener Karst die Zbraschauer Aragonithöhlen und der Weißkirchener Abgrund.
Nachbarorte sind Černotín im Norden, Kamenec im Nordosten, Skalička im Osten, Dolní Těšice und Horní Těšice im Südosten, Malhotice im Süden, Opatovice im Südwesten, Valšovice im Westen sowie Zbrašov im Nordwesten.

## Geschichte
Die erste urkundliche Erwähnung von Oustí erfolgte 1389, als das Dorf dem Geschlecht der Hrabiš von Podolí gehörte. 1407 wurde Oustí Teil der Herrschaft Helfenstein. Der Ort kam 1553  zur Herrschaft Mährisch Weißkirchen und gehörte bis zur Aufhebung der Patrimonialherrschaften im Jahre 1848 den Dietrichsteinern.
1707 entstand auf dem bischöflichen Gutsfluren die Ansiedlung Manina bzw. Novosady, die 1934 nach Ústí eingemeindet wurde. Ústí wurde 1976 nach Skalička eingemeindet und bildet seit 1990 wieder eine eigene Gemeinde. Im Jahre 2003 wurde Ústí Sieger des Wettbewerbs „Dorf des Jahres“ im Olomoucký kraj und erreichte landesweit den dritten Platz.

## Gemeindegliederung
Für die Gemeinde Ústí sind keine Ortsteile ausgewiesen. Zu Ústí gehört die Ortslage Nové Sady.

## Sehenswürdigkeiten
- Kirche St. Peter und Paul, geweiht 1947
- Statue der Jungfrau Maria, errichtet 1791